# 迈克·奥布赖恩
迈克尔·乔恩·“迈克”·奥布赖恩（英語：Michael Jon "Mike" O'Brien，1965年10月23日—），美国前男子游泳运动员。他曾获得1984年夏季奥运会男子1500米自由泳金牌。他也曾参加两届泛美运动会，获得三枚奖牌。